# Philtrum Press
Philtrum Press è una piccola casa editrice fondata da Stephen King nei primi anni '80 per pubblicare edizioni speciali delle sue opere, oltre a una selezione di progetti da lui supervisionati. Questa piccola casa editrice opera dall'ufficio di Stephen King, a Bangor, nel Maine.

## Autori pubblicati
La casa editrice ha pubblicato i seguenti libri:
- The Plant, parte 1 (1982), romanzo epistolare a puntate scritto da Stephen King
- The Plant, parte 2 (1983)
- Gli occhi del drago (1984), romanzo scritto da Stephen King, pubblicato in 1000 copie firmate e limitate
- The Plant, parte 3 (1985)
- L'uomo autentico (1987) di Don Robertson, uno degli scrittori preferiti di Stephen King
- Six Stories (1997), una raccolta di racconti scritta da Stephen King, pubblicato in 1000 copie firmate e limitate
- The New Lieutenant's Rap (1999), un racconto scritto da Stephen King, 500 copie (circa), firmate e limitate
- Guns (2013), un saggio scritto da Stephen King, pubblicato in formato e-book di 25 pagine. In Italia è stato pubblicato nel 2021 dal piccolo editore Marotta e Cafiero[3] con il titolo Guns. Contro le armi.